# Лютянська сільська рада
| Лютянська сільська рада — колишній орган місцевого самоврядування у Великоберезнянському районі Закарпатської області з адміністративним центром у с. Люта. Сільській раді підпорядковані населені пункти: - с. Люта |

## Склад ради
Рада складалася з 18 депутатів та голови.

## Керівний склад сільської ради
| ПІБ                 | Основні відомості                                                               | Дата обрання | Дата звільнення |
| ------------------- | ------------------------------------------------------------------------------- | ------------ | --------------- |
| Буц Юрій Михайлович | Сільський голова, 1952 року народження, освіта, член народної партії            | 26.03.2006   | 31.10.2010      |
| Буц Юрій Михайлович | Сільський голова, 1952 року народження, освіта середня спеціальна, безпартійний | 31.10.2010   |                 |

Примітка: таблиця складена за даними джерела

## Населення
Згідно з переписом УРСР 1989 року чисельність наявного населення сільської ради становила 2855 осіб, з яких 1348 чоловіків та 1507 жінок.
За переписом населення України 2001 року в сільській раді мешкало 2417 осіб.

### Мова
Розподіл населення за рідною мовою за даними перепису 2001 року:
| Мова       | Відсоток |
| ---------- | -------- |
| українська | 99,88 %  |
| російська  | 0,12 %   |